# Wippenventil

Skizze

Ein Wippenventil ist ein Ventil mit zwei durch eine Schaltwippe gekoppelten Membranflächen. Diese Ventile sind deshalb, ebenso wie Flipperventile, druckausgeglichen und halten auch Drücke sicher dicht, die entgegen der Durchflussrichtung anstehen.

## Konstruktion
Die beiden Ventilsitze und der verbindende Fluidkanal liegen in einer Ebene. Dadurch haben Wippenventile ein extrem kleines inneres Volumen und nahezu kein Totvolumen. Die Geometrie der Fluidkanäle ist so ausgelegt, dass keine Spalte entstehen und eine sehr gute Spülbarkeit gewährleistet ist. Beim Umschalten entsteht zwischen den beiden Ventilsitzen eine Querströmung, die Ablagerungen im Ventilraum verhindert. 
Bei extremen Anforderungen an Innenvolumen und Totraum können Wippenventile auch direkt auf anwenderspezifische Anschlussplatten aufgesetzt werden; die Ventilsitze sind dann in die Anschlussplatten eingearbeitet.

## Vorteile
Ein Wippenventil
- ist besonders gut spülbar
- kann direkt auf eine Anschlussplatte angeflanscht werden
- hat ein minimales internes Volumen und geringste Totvolumina
- bleibt auch bei Druck entgegen der Fließrichtung dicht (Rückdruck) und
- ist auch für stark aggressive Medien einsetzbar.

## Nachteile
Ein Wippenventil
- besitzt eine geringe Rückdruckfestigkeit,[1] sie ist geringer als beim Flipperventil (aber größer als bei einem Hubankerventil).
- besitzt aufgrund der Konstruktionsweise einen Pumpeffekt; deshalb ist es für genaue Pumpanwendungen nicht geeignet.